# Бугай (Ленчицький повіт)
Бугай (пол. Bugaj) — село в Польщі, у гміні Грабув Ленчицького повіту Лодзинського воєводства.
У 1975-1998 роках село належало до Конінського воєводства.